# چیکو بایشو
چیکو بایشو (انگلیسی: Chieko Baisho؛ زادهٔ ۲۹ ژوئن ۱۹۴۱) هنرپیشه اهل ژاپن است.
از فیلم‌هایی که وی در آن نقش داشته‌است، می‌توان به قلعه متحرک هاول اشاره کرد.